# Бой у кишлака Дури
Бой у кишлака Дури — боестолкновение советских войск с афганскими моджахедами в годы Афганской войны (1979—1989).

## Историческая справка
К началу 1985 года руководство ВС СССР принимает решение о создании приграничной зоны «Завеса», целью которой являлось уничтожение караванов, снабжающих афганских моджахедов оружием и боеприпасами, прибывающих из Пакистана и Ирана. Для проведения операции в ДРА вводятся 2 отдельные бригады специального назначения (15-я и 22-я отдельная бригада специального назначения), задачей которых является блокирование караванных путей на большом участке в приграничье у афгано-пакистанской границы и частично в южной части афгано-иранской границы. Для этого бригады были рассредоточены отдельными отрядами по приграничным провинциям.
На юго-восточной окраине города Шахджой, находившийся севернее города Калат (административный центр провинции Заболь), к весне 1985 года был создан небольшой советский гарнизон. Его основу составил 3-й парашютно-десантный батальон 317-го гвардейского парашютно-десантного полка 103-й гвардейской воздушно-десантной дивизии, усиленный 9-й гаубичной батареей 1074-го артиллерийского полка 108-й мотострелковой дивизии. Гарнизон был создан исключительно для размещения в нём подразделения специального назначения, которому парашютно-десантный батальон, передислоцированный из г. Лашкаргах, должен был обеспечивать сторожевое охранение.
11 апреля 1985 года в Шахджой был передислоцирован 186-й отдельный отряд специального назначения 22-й бригады, сформированный на базе 8-й отдельной бригады специального назначения Прикарпатского военного округа. Данному отряду было присвоено условное обозначение 7-й отдельный мотострелковый батальон (далее по тексту 7-й батальон или войсковая часть 54783). Для авиатранспортного обеспечения 7-го батальона в Шахджое был дислоцирован 4-й вертолётный отряд 205-й отдельной вертолётной эскадрильи, а также 276-я отдельная рота аэродромно-технического обеспечения. Общая численность гарнизона вместе с 186-м отрядом достигла 1400 человек.

## Организация засады
Во второй половине октября 1987 года руководство 7-го батальона принимает решение об организации засады на караванной дороге, соединяющей приграничный кишлак Дури с территорией Пакистана.
К выполнению задачи была назначена 4-я группа 2-й разведывательной роты (условное обозначение «Каспий-724»), под командованием заместителя командира роты старшего лейтенанта Олега Онищука (по причине отсутствия командира группы), численностью в 17 человек (вместе с Онищуком).
Следует отметить, что в состав группы был включён военный переводчик, младший лейтенант Горелов, который не имел соответствующей боевой подготовки — поэтому во всех источниках говорится о 16 разведчиках, участвовавших в бою. Первоначально операция планировалась на 23 октября. Но по разным причинам она началась вечером 28 октября.
Ввиду невозможности обеспечить транспортировку группы вертолётом, выдвижение в район засады производилось пешим порядком. За два ночных перехода группа преодолела около 40 километров и достигла окрестностей кишлака Дури, организовав засаду на главенствующей вершине над дорогой.
Засада в ночь с 29 на 30 октября оказалась безрезультатной. В светлое время суток 30 октября по решению Онищука группа скрытно расположилась вблизи укрепрайона противника.

## Ход боя
Вечером 30 октября группа разделилась на две части: на вершине горы остаётся подгруппа обеспечения из 5 бойцов и младшего лейтенанта Горелова, которым даётся задача прикрывать тыл и обеспечивать радиосвязь с командованием батальона. Онищук и 10 бойцов занимают позицию ниже по склону, приблизительно в 800 м от вершины горы, с хорошим обзором дороги.
В период с 20:00 до 21:30 наблюдатели заметили караван из трёх грузовых автомобилей, направлявшихся со стороны Пакистана в кишлак Дури, с интервалом в километр. По приказу Онищука было уничтожено головное охранение противника и подбита из гранатомёта головная машина, после чего он доложил начальству по радиосвязи о ситуации. Остальные две грузовые машины развернулись в сторону Пакистана.
В 22:30 вызванная Онищуком пара вертолётов Ми-24 произвела обстрел кишлака Дури, откуда по группе вёлся огонь.
В 1:00 31 октября Онищук принял самостоятельное решение о досмотре подбитой машины и частичном выносе оружия к месту размещения подгруппы обеспечения на вершине горы.
Командование 7-го батальона по радиосвязи разрешило Онищуку остаться в районе засады и известило его, что в 6 часов утра прибудут вертолёты с группой поддержки, которая произведёт окончательный досмотр груза на подбитой машине.
Ближе ко времени подлёта вертолётов Онищук принял самостоятельное решение на повторный досмотр машины и дальнейший вынос оружия.
Дальнейшее развитие событий представлено двумя версиями.

### Официальная версия
В 5:40 утра 10 бойцов и Онищук начинают выдвижение к подбитой машине. Для организации огневого прикрытия Онищук отделяет 4 бойцов и отправляет их на близлежащую к машине сопку. Онищук и 6 бойцов продвигаются к машине.
В 5:59 радист докладывает командиру 7-го батальона о спокойной обстановке.
В 6:00 по солдатам, продвигавшимся к машине, был открыт неожиданный огонь противника, который под покровом темноты сумел скрытно рассредоточиться на подступах к машине. Разведчики оказались в организованной засаде и были окружены противником численностью до 160 человек.
Онищук с подчинёнными принимают решение пробиваться из окружения к ближайшей сопке, на которой находились 4 бойца, обеспечивавших огневое прикрытие.
Младший сержант Юрий Исламов принимает решение остаться у машины и прикрывать отход товарищей к сопке. Онищук и Исламов, израсходовав все патроны, подрывают себя ручными гранатами.
К 6:15 в ходе скоротечного боя погибли все 11 бойцов, выдвигавшихся к подбитой машине, включая Онищука. Вопреки договорённостям, вертолёты огневой поддержки Ми-24 вылетели только в 6:40, а транспортные вертолёты Ми-8 — в 7:20.
После этого противник предпринял атаку на позицию подгруппы обеспечения, засевшей на вершине горы. Разведчики, возглавляемые младшим лейтенантом Гореловым, отбили 12 атак противника до подхода подкрепления
На подмогу окружённым разведчикам вылетела оставшаяся часть 2-й роты под командованием капитана Ярослава Горошко. На вертолёте была эвакуирована подгруппа обеспечения из 5 бойцов и переводчика, находившихся на вершине. Капитану Горошко с подчинёнными удалось отбить у противника тела всех 11 погибших, потеряв при этом 1 подчинённого убитым.
Данная версия событий основана на утверждениях командования батальона и легла в основу донесения, по содержанию которого противник понёс высокие потери, а погибшие военнослужащие получили основание для посмертного награждения высокими государственными наградами.

### Неофициальная версия
В течение времени, прошедшего с момента уничтожения первой машины, старший лейтенант Онищук неоднократно отправлял подгруппу досмотра к уничтоженной машине для переноски трофеев. В результате нескольких удачных переходов потерялась бдительность как командира, так и его подчинённых.
Охранению противника оставшихся двух машин каравана удаётся незамеченными подкрасться к подбитой машине и, воспользовавшись темнотой и численным превосходством, уничтожить подгруппу досмотра (6 человек) холодным оружием («перерезали» — по тексту автора версии).
Онищук не организовал взаимодействие с подгруппой досмотра и не держал её на постоянной радиосвязи периодическими запросами о состоянии обстановки, поэтому вовремя не обнаружил потери подчинённых и нарастающей угрозы. Переодевшись в форму убитых разведчиков, противник стал подниматься по склону вверх в направлении позиции занимаемой Онищуком и его подгруппой в составе 5 человек. В связи с потерей бдительности и ожиданием подхода подгруппы досмотра противнику удаётся подойти к позиции Онищука вплотную и в коротком бою убить разведчиков.
Подгруппа обеспечения, находившаяся на вершине горы, не вмешивалась в бой, поскольку позиция Онищука и его подгруппы находилась для неё в непросматриваемом мёртвом пространстве, и они не могли поддержать её огнём, а также потому что темнота не позволяла увидеть происходящее внизу.
В результате того, что подгруппа обеспечения не вступила в бой, превосходящий по численности противник её не заметил, что сохранило жизнь военнослужащим.
Группа капитана Горошко, прибывшая подкреплением на вертолётах, эвакуировала подгруппу обеспечения и забрала только 8 тел убитых разведчиков. Оставшиеся 3 тела убитых разведчиков были найдены бойцами подкрепления, прибывшими к 9:00 на бронетехнике. 

По свидетельству офицеров и солдат подкрепления, прибывшего на бронетехнике, производивших более тщательное обследование местности, убитые разведчики не успели принять бой и дать должный отпор, о чём свидетельствовало малое количество отстрелянных гильз. Автоматчики успели отстрелить 10-15 патронов. Пулемётчики не более 30.
По их показаниям, находившиеся на дистанции 800—1000 м на вершине горы выжившие военнослужащие из подгруппы обеспечения не могли оказать огневую поддержку, поскольку позиция Онищука для них не просматривалась, и они не могли знать всех подробностей боя.
Данная неофициальная версия озвучена компетентным в данном случае Ковтуном Владимиром Павловичем. Ковтун служил офицером в 7-м батальоне и по прибытии Онищука в батальон передал ему свою должность («заменщик» по должности). Ковтун неоднократно выходил с Онищуком на место засады у кишлака Дури и инструктировал его на предмет проведения засадных мероприятий. После произошедших событий Ковтун встречался с Горошко для уточнения обстоятельств трагедии и собирал письменные показания выживших военнослужащих и военнослужащих подкрепления.
Согласно версии Ковтуна, большие потери противника, гибель командиров моджахедов, а также обстоятельства гибели Онищука и Исламова в официальной версии ставятся под сомнение:

…Нет, ни последней, ни предпоследней — никакой гранатой он (Онищук — прим.) себя не подрывал.
Я же его труп видел… Изуродован крепко, но следов, характерных взрыву гранаты, на нём не было…— Горошко Ярослав

## Итоги боя
Общие потери 7-го батальона в бою у кишлака Дури утром 31 октября составили 12 человек убитыми (включая 1 убитого из прибывшего подкрепления).
Согласно официальной версии противник понёс потери, по разным данным, от 63 до 160 убитыми и ранеными, включая полевых командиров Мулло Мадада, Сулеймана Насира и Хамидуллу.

## Причины трагедии
По компетентному мнению участников событий, трагедия стала возможной благодаря следующим причинам:
1. Грубое нарушение старшим группы Онищуком служебной инструкции, которая требовала производить досмотр уничтоженного каравана после прибытия подкрепления и группы досмотра, исключительно в светлое время суток. Мотивация поступка Онищука, нарушившего инструкции, заключалась в недостатках принятого командованием 40-й армии порядка документирования результатов досмотра караванов противника. Данное мнение высказано командиром 7-го батальона майором Борисовым (сменил Нечитайло), начальником штаба 7-го батальона  майором Кочергиным, а также командиром роты капитаном Горошко.
2. Разрешение, данное командиром 7-го батальона  подполковником Нечитайло Онищуку, — ожидать досмотровую группу вблизи места засады. Мнение заместителя по политической части командира 7-го батальона майора Слободского.
3. Запрет подполковником Нечитайло на ночной вылет на вертолётах группы поддержки от 2-й роты под командованием капитана Горошко. Мнение командира роты.
4. Неприбытие в назначенное время вертолётов огневой поддержки и транспортных вертолётов для эвакуации по вине командира 7-го батальона подполковника Нечитайло и командира вертолётного отряда, закреплённого за 7-м батальоном, майора Егорова, которые совместно приняли решение об отправке вертолётов к 6:00, но не отдали соответствующее распоряжение в книге распоряжений. Мнение высказано командиром роты.
5. Возвращение в расположение 7-го батальона бронегруппы по приказу Нечитайло, которая вышла на подмогу группе Онищука сразу после его рапорта об уничтожении головной машины. Бронегруппа, которая могла подойти до расчётного времени подлёта вертолётов на место событий, кардинально изменила бы соотношение сил сторон. Мнение высказано командиром роты и военнослужащим 3-й роты сержантом Нифталиевым.

## Награды
За проявленное мужество и героизм в бою у кишлака Дури были награждены следующие военнослужащие 2-й разведывательной роты 7-го баталльона:
- Младший сержант Исламов Юрий Верикович, командир отделения — присвоено звание Героя Советского Союза 3 марта 1988 года, посмертно.
- Старший лейтенант Онищук Олег Петрович, заместитель командира роты — присвоено звание Героя Советского Союза 5 мая 1988 года, посмертно.
- Капитан Горошко Ярослав Павлович, командир роты — присвоено звание Героя Советского Союза 5 мая 1988 года.
- Рядовой Мурадов Яшар Исбендияр-оглы, разведчик-пулемётчик — орден Ленина, посмертно[12].
- Рядовой Москаленко Игорь Васильевич, разведчик-пулемётчик — орден Ленина, посмертно[13].
- Остальные погибшие бойцы разведывательной группы «Каспий-724» — награждены орденами Красного Знамени.